# Абас I Египатски
Абас I (1. јул 1812 − 13. јул 1854) је био египатски и судански валија од 1849. до 1854. године.

## Биографија
Абас је био син Тусуна-паше, односно унук Мухамеда Алија, оснивача династије. Као младић, учествовао је у нападу на Сирију са својим стрицем Ибрахимом-пашом. Како је Ибрахим умро пре оца, Абас је наследио Мухамеда након смрти 1849. године. Годину дана раније постао је регент ментално оболелог оснивача династије Мухамед Али. Абас је наследио титулу валије коју је носио до своје смрти 1854. године. Владавину Абаса карактерише постепено опадање моћи Египта, државе која се деценију раније могла носити са Османским царством, током Египатске кризе. Такође, једна од карактеристика Абасове владавине јесте и јачање енглеског утицаја. Абас је отпочео изградњу железнице од Александрије до Каира, склопивши уговор са британском компанијом. Јула 1854. године убијен је у Бенха палати од стране двојице својих слуга. Наследио га је стриц Саид-паша.